# Johan Nicolai Braunstein
Johan Nicolai Braunstein (1795 eller 1796 – 13. oktober 1836) var en dansk klarinettist og kgl. kapelmusikus.
Johan Nicolai Braunstein stammede fra en musikerfamilie, hvis navn hyppigt og fordelagtigt gør sig gældende gennem store dele af 1800-tallet. Hans bror Henrik Braunstein var også klarinettist og forblæser ved Kongens Regiment og blev siden direktør for harmonimusikken i Tivolis Koncertsal.
En Heinrich Braunstein var paukist i Kapellet. En Christian Braunstein var oboist ved Kongens Regiment og fader til brødrene Julius og Matthäus Wilhelm Braunstein (1825-1900). Julius Braunstein var en udmærket trompetist, mens broderen spillede cello. De blæste også valdhorn. Andre slægtninge var oboist Friderik Theodor Braunstein (1822-1887) og hornist Johan Carl Wilhelm Braunstein.
Johan Nicolai Braunstein var klarinettist i Det Kongelige Kapel. Blandt hans elever var Mozart Petersen.
Hans hustru hed Julie.